# NGC 5247
NGC 5247 (другие обозначения — ESO 577-14, MCG -3-35-11, UGCA 368, IRAS13353-1737, PGC 48171) — галактика в созвездии Дева.
Морфология галактики хорошо изучена. Возможна, что форма галактики является результатом возмущения, стабилизированного значительной массой находящегося в галактике межзвездного газа.
Этот объект входит в число перечисленных в оригинальной редакции «Нового общего каталога».